# علي بن مسعود السنيدي
علي بن مسعود السنيدي هو سياسي عماني يعمل حاليا رئيس الهيئة العامة للمناطق الاقتصادية الخاصة والمناطق الحرة. عمل سابقا وزيرا لعدة حقائب وزارية.

## نبذة
```
علي بن مسعود السنيدي هو رئيس 
الهيئة العامة للمناطق الاقتصادية الخاصة والمناطق الحرة
 ورئيـس مجلس إدارة الهيئة 
[
1
]
 في 
سلطنة عمان
، وذلك بموجب المرسوم السلطاني رقم 105 الصادر بتاريخ 18 أغسطس 2020م.
[
2
]
```

تدرج في مهامه الإدارية والحكومية وترأس مجالس عدد من الشركات الحكومية والخاصة إلى جانب عمله كوزير لعدد من الوزارت في الحكومة العمانية، ومما يدلل على عقليته الإقتصادية والتجارية تقلد عدة مناصب في عهد السلطان الراحل قابوس بن سعيد طيب الله ثراه، ومواصلته في الحكومة الحالية لجلالة السلطان هيثم بن طارق.

## المسيرة التعليمية
حصل السنيدي على شهادة البكالوريوس في العلوم والهندسة الصناعية من جامعة ميامي فلوريدا بالولايات المتحدة الأمريكية في العام 1988، وعلى درجة الماجستير في الإدارة العامة من جامعة برستل بالمملكة المتحدة 2000م، ثم على الدكتوراه في الاقتصاد من جامعة هل بالمملكة المتحدة 2012م

## الحقائب الوزارية والمناصب السابقة
تولى العديد من المناصب والحقائب الوزارية فقد كان وزيراً للتجارة والصناعة بسلطنة عمان خلال الفترة 2012-2020م ، وقبلها عمل نائباً لرئيس المجلس الأعلى للتخطيط خلال الفترة 2012-2020م ، كما شغل منصب وزير الشؤون الرياضية من عام 2004 إلى 2012م، وقبلها كان وكيلاً لوزارة التجارة والصناعة بين 1996 و2004م، وخلال نفس الفترة تولى مسؤوليات نائب رئيس مجلس إدارة المؤسسة العامة للمناطق الصناعية وعضواً في مجلس المناقصاتـ والهيئة العامة للتأمينات الاجتماعية، والهيئة العامة للمخازن والاحتياطي الغذائي، كما كان رئيساً لمنظمة الخليج للاستشارات الصناعية (لدورتين)، وكذلك رئيساً لمجلس إدارة شركة اسمنت عمان

## مناصب أخرى
تولي رئاسة عدد من المجالس خلال فتؤات مخالفة فقد كان رئيس لمجلس إدارة كلا من: مجلس إدارة هيئة تقنية المعلومات، ومجلس إدارة الشركة العمانية للتنمية السياحية (عمران) خلال الفترة 2012-2020م، ومجلس إدارة الهيئة العامة لتنمية المؤسسات الصغيرة والمتوسطة خلال الفترة 2012-2020م، ومجلس إدارة صندوق الرفد 2012-2020م

## الوفود
- رئيس وفد سلطنة عمان المشارك في المنتدى السياسي رفيع المستوى للجنة الاقتصادية والاجتماعية حول أهـداف التنمية المستدامة [5]

## الجوائز
- وسام الشمس المشرقة «النجمة الذهبية الفضية» من حكومة اليابان في عام 2016م[6]